# Санта Перпетуа де Могуда
Санта Перпетуа де Могуда (шп. Santa Perpetua de Moguda) град је у Шпанији у аутономној заједници Каталонија у покрајини Барселона. Према процени из 2017. у граду је живело 25 556 становника.

## Становништво
Према процени, у граду је 2017. живело 25 556 становника.
| 2001.  | 2010.  | 2017.  |
| ------ | ------ | ------ |
| 19.235 | 25.191 | 25.556 |